# Tsaganomys
Tsaganomys altaicus — вимерлий вид гризунів з Азії та єдиний вид у роду Tsaganomys.
Молодші синоніми та ймовірні молодші синоніми:
- Cyclomylus lohensis
- Cyclomylus minutus
- Sepulkomys eboretus
- Beatomus bisus
- Pseudotsaganomys mongolicus
- Pseudotsaganomys turgaicus